# ミクラーシュ・ズリンダ
ミクラーシュ・ズリンダ（Mikuláš Dzurinda、1955年2月4日 - ）は、スロバキアの政治家。首相（1998年10月30日-2006年7月4日）や外相（2010年7月8日-2012年4月4日）、中道右派政党のスロバキア民主キリスト教連合・民主党（SDKÚ-DS）党首などを歴任した。経済自由化を推し進め、スロバキアの欧州連合（EU）や北大西洋条約機構（NATO）加盟を実現させた。

## 略歴
プレショフ県レヴォチャ郡スピシュスキー・シュトウルトク村生まれ。1979年にジリナ交通大学（Vysoká škola dopravná v Žiline, 現・ジリナ大学）を卒業。ジリナ交通研究所で1988年まで経済研究員を務めたあと、チェコスロバキア国鉄ブラチスラヴァ地域総局情報技術部長を歴任し、1990年に退職した。
1990年のキリスト教民主運動（KDH, Kresťanskodemokratické hnutie）創設に参加し、1990年国民議会選挙で初当選。運輸郵政通信省の副大臣を務める。1993年にキリスト教民主運動の経済担当副代表に就任。同党が連立与党として参加した1994年のモラウチーク連立内閣では、運輸郵政公共事業大臣を務めた。
民主スロバキア運動（HZDS）のメチアル政権に対抗してキリスト教民主運動など5党が1997年に結成したスロバキア民主連立（SDK, Slovenská demokratická koalícia）ではスポークスマンを務め、翌1998年7月に党首に就任。同年10月の国民議会選挙で第二党となり、民主左翼党など3党とともに連立内閣を組閣し首相に就任した。
2000年にスロバキア民主連立所属議員と閣僚の一部によって、自由主義経済を指向する中道右派政党、スロバキア民主キリスト教連合（SDKÚ, Slovenská demokratická a kresťanská únia）を結成。2002年の国民議会選挙でスロバキア民主キリスト教連合は第二党となり、中道右派3党とともに第二次ズリンダ内閣を組閣した。
2006年には民主党（DS, Demokratická strana）を吸収してスロバキア民主キリスト教連合・民主党（SDKÚ-DS, Slovenská demokratická a kresťanská únia - Demokratická strana）を結成したが、同年の国民議会選挙では、ロベルト・フィツォ率いる中道左派政党の方向・社会民主主義（SMER-SD）に敗れて連立政権を維持できなくなり退陣した。その後国民議会の外務委員会委員を務めた。
2010年2月、自らの不透明な政治資金疑惑が発覚した責任を取って2010年国民議会選挙への立候補見送りと党首辞任を表明したが、選挙後発足したイヴェタ・ラジチョヴァー政権では外務大臣に就任し、2012年まで在任した。

## 経済自由化と欧州連合加盟
首相就任後、メチアル政権下で巨額の赤字を抱えた国家財政の再建と国内経済の自由化を目指し、国有会社の民営化など市場開放を急速に推し進めた。2000年12月には経済協力開発機構（OECD）に加盟し、2004年には北大西洋条約機構（NATO）と欧州連合（EU）への加盟を果たした。
この間スロバキア経済は欧米や韓国などの積極的な投資で年6%の急成長を遂げ、国の財政赤字は国内総生産（GDP）の3％以下まで減少して、のちのユーロ導入実現（2009年）に結びついた。
しかし一方で、失業率が20％台にまで増加するなど、地方を中心にもたらされた急速な経済改革の歪みが国民の不満に結びつき、2006年国民議会選挙で方向・社会民主主義に敗れる原因となった。
| 公職                                                              | 公職                                                              | 公職                          |
| ----------------------------------------------------------------- | ----------------------------------------------------------------- | ----------------------------- |
| 先代 イヴァン・ガシュパロヴィッチ ウラジミール・メチアル （代行） | スロバキア共和国大統領 ヨゼフ・ミガシュと共同 （代行）1998 - 1999 | 次代 ルドルフ・シュステル     |
| 先代 ウラジミール・メチアル                                       | スロバキア共和国首相 第4代：1998 - 2006                           | 次代 ロベルト・フィツォ       |
| 先代 ミロスラヴ・ライチャーク                                     | スロバキア共和国外相 第12代：2010 - 2012                          | 次代 ミロスラヴ・ライチャーク |